# جونگ سو یون
جونگ سو یون (انگلیسی: Jeong So-yeon؛ زادهٔ ۴ مهٔ ۱۹۹۴) خواننده اهل کره جنوبی است.